# 빌 하이징아
윌리엄 패트릭 "빌" 하이징아(영어: William Patrick "Bill" Huizenga, 1969년 1월 31일 ~ )는 미국 공화당 소속의 정치인이다. 미시간 하원의원을 지냈다.

## 역대 선거 결과
| 선거명      | 직책명                       | 대수  | 정당   | 득표율 | 득표수    | 결과 | 당락                   |
| ----------- | ---------------------------- | ----- | ------ | ------ | --------- | ---- | ---------------------- |
| 2002년 선거 | 하원의원 (미시간 제90선거구) | 92대  | 공화당 | 81.61% | 22,940표  | 1위  | 미시간 주의원 당선     |
| 2004년 선거 | 하원의원 (미시간 제90선거구) | 93대  | 공화당 | 78.56% | 32,383표  | 1위  | 미시간 주의원 당선     |
| 2006년 선거 | 하원의원 (미시간 제90선거구) | 94대  | 공화당 | 78.27% | 27,339표  | 1위  | 미시간 주의원 당선     |
| 2010년 선거 | 하원의원 (미시간 제2선거구)  | 112대 | 공화당 | 65.27% | 148,864표 | 1위  | 미시간주 하원의원 당선 |
| 2012년 선거 | 하원의원 (미시간 제2선거구)  | 113대 | 공화당 | 61.16% | 194,653표 | 1위  | 미시간주 하원의원 당선 |
| 2014년 선거 | 하원의원 (미시간 제2선거구)  | 114대 | 공화당 | 63.63% | 135,568표 | 1위  | 미시간주 하원의원 당선 |
| 2016년 선거 | 하원의원 (미시간 제2선거구)  | 115대 | 공화당 | 62.63% | 212,508표 | 1위  | 미시간주 하원의원 당선 |
| 2018년 선거 | 하원의원 (미시간 제2선거구)  | 116대 | 공화당 | 55.32% | 168,970표 | 1위  | 미시간주 하원의원 당선 |
| 2020년 선거 | 하원의원 (미시간 제2선거구)  | 117대 | 공화당 | 59.20% | 238,711표 | 1위  | 미시간주 하원의원 당선 |
| 2022년 선거 | 하원의원 (미시간 제4선거구)  | 118대 | 공화당 | 54.36% | 183,936표 | 1위  | 미시간주 하원의원 당선 |
| 2024년 선거 | 하원의원 (미시간 제4선거구)  | 119대 | 공화당 | 55.07% | 234,489표 | 1위  | 미시간주 하원의원 당선 |

## 참고 자료
- 미국 의원 인물 소개
- 빌 하이징아 - X
- 빌 하이징아 - 페이스북